# نقش أم الجمال العربي القديم
نقش أم الجمال هو نقش عربي قديم غير مؤرخ في ممنطقة أم الجمال في منطقة حوران في الأردن. النقش محفور على قاعدة أعمدة مصنوعة من البازلت، ويقع في الجزء الشمالي من "الكنيسة المزدوجة" بموقع أم الجمال وهو اسم أطلقه المنقبون على هذا المكان، وقد كانت مغطاة بشكل جزئي بالجبس عند اكتشافها.

## الاكتشاف
اكتشف النقش المستشرق الألماني إينو ليتمان أثناء بعثة جامعة برينستون الأثرية إلى سوريا. أعلن عن الاكتشاف في عام 1909، ونشرت طبعة من النص مع الترجمة والتعليق عام 1929. نشر ليتمان النسخة المقلدة من النقش في عام 1949 في عمله "منشورات البعثات الأثرية لجامعة برينستون إلى سوريا في عامي 1904-1905 و1909". أعاد جيرالدين كينج اكتشاف النقش في ثمانينيات القرن العشرين، وصوره لكن من الصعب قراءة النقش من الصورة.

## النص
تم نشر ما لا يقل عن نسختين منشورتين من الحروف والترجمات للنقش على مر السنين منها ترجمتها إينو ليتمان وجيمس بيلاي. وبما أن الحجر الذي نقش عليه النقش مثقوب وغير مناسب للكتابة عليه، فإن هناك صعوبة في قراءة النقش ويعتقد البعض أنه لا يمكن قبول قراءة مناسبة تمامًا حتى يصور بصورة جديدة.
| ترجمة ليتمان الألمانية عام 1929 | ترجمة ليتمان الإنجليزية المعدلة لعام 1949                                                                          | ترجمة بيلمي 1988 |
| --- | --- | --- |
| 1. [O] Allāh, [gewähre] Verzeihung (Hilfe) dem ʾUlai, 2. dem Sohne des ʿUbaida, dem Schreiber 3. von al Hulaid (al-Habīr), des Vornehmsten der Banū 4. ʿAmr. Betet für ihn, [o] wer 5. es liest! | 1. اللهم اغفر لعلي 2. ابن عبيد الأمين 3. العبيد رئيس بني هاشم 4. عمرو! قد يكون لديه ملاحظة بشأن ذلك لمن 5. يقرأها! | 1. وقد وضع هذا (النقش) زملاء علية 2. ابن عبيدة، كاتب 3. من مجموعة أوغستا سيكوندا 4. فيلادلفيانا؛ فليُصاب بالجنون من 5. يمحوها |
| | | |
| ترجمة بيلمي لعام 1988 | الترجمة الصوتية لبيلامي عام 1988                                                                                   | |
| 1. برزة عقدة علية 2. بر عبد الكتب 3. الجنيد علي تنى 4. أماني الثالوث من 5. يمسه | 1. برازه عقدة لعليه 2. بر عبيدة كاتبي 3. الجنيدي على غير تاني 4. أماني يوتيها آثا ممان 5. يي'امسييهو               | |